# Chiền chiện bụng vàng
Chiền chiện bụng vàng (danh pháp hai phần: Prinia flaviventris) là một loài chim thuộc Họ Chiền chiện. Loài này sinh sống ở Brunei, Campuchia, Trung Quốc, Hong Kong, Ấn Độ, Indonesia, Lào, Malaysia, Myanma, Nepal, Pakistan, Singapore, Đài Loan, Thái Lan, và Việt Nam.